# 龙山杜鹃
龙山杜鹃（学名：Rhododendron chunii）为杜鹃花科杜鹃花属下的一兩个种。

## 扩展阅读
- 維基物種上的相關：龙山杜鹃